# Silas Kiplagat
Pour les articles homonymes, voir Kiplagat.
Silas Kiplagat (né le 20 août 1989 dans le district de Marakwet) est un athlète kényan, spécialiste du demi-fond.

## Biographie
Né dans le village de Siboh, dans le district de Marakwet, Silas Kiplagat débute réellement l'athlétisme en 2008, année dans laquelle il entame une collaboration avec l'ancien fondeur Moses Kiptanui, triple champion du monde du 3 000 m steeple dans les années 1990. Ce dernier l'encourage à se spécialiser dans les courses de demi-fond au vu de ses réelles qualités de vitesse. 
Il s'illustre lors de la saison 2010 en remportant le 22 juillet le 1 500 m du meeting Herculis de Monaco, dixième étape de la Ligue de diamant 2010, pour ce qui constitue sa première apparition lors d'une réunion internationale majeure. Silas Kiplagat s'impose en 3 min 29 s 27, pulvérisant son précédent record personnel de 3 min 34 s 28 (obtenu en altitude à Nairobi), et établissant la meilleure performance mondiale de l'année 2010. Dixième meilleur « performeur » de tous les temps, il devient le plus jeune athlète à réaliser un temps inférieur à 3 min 30 s sur cette distance. Il obtient sa sélection pour les Championnats d'Afrique 2010 de Nairobi où il termine au pied du podium du 1 500 m remporté par son compatriote Asbel Kiprop. De retour en Europe, il remporte le meeting ISTAF de Berlin, puis se classe deuxième du meeting de Rieti. Début octobre à New Delhi, Kiplagat remporte la médaille d'or des Jeux du Commonwealth dans le temps de 3 min 41 s 78, devançant son compatriote James Magut et l'Australien Nick Willis.
Auteur de la meilleure performance mondiale de l'année 2011 avec 3 min 30 s 47, établi fin juillet lors du meeting de Monaco, Silas Kiplagat se classe deuxième des Championnats du monde de Daegu en 3 min 35 s 92, derrière Asbel Kiprop et devant l'Américain Matthew Centrowitz.
En 2012, Silas Kiplagat se classe sixième des championnats du monde en salle d'Istanbul, et septième des Jeux olympiques de Londres. Il remporte la Ligue de diamant 2012 grâce notamment à ses succès obtenus aux meetings de Doha, Lausanne et lors de la finale au Mémorial Van Damme de Bruxelles. Sélectionné pour les championnats du monde 2013 à Moscou, il se classe sixième de la finale du 1 500 m.
En 2014, il remporte la médaille d'or du relais 4 × 1 500 mètres lors des premiers relais mondiaux de l'IAAF, à Nassau aux Bahamas, en compagnie de Collins Cheboi, James Magut et Asbel Kiprop. L'équipe du Kenya, qui devance les États-Unis et l'Éthiopie, améliore de près de 14 secondes le record du monde en 14 min 22 s 22.

## Palmarès
| Date | Compétition                    | Lieu             | Résultat | Épreuve        | Temps          |
| ---- | ------------------------------ | ---------------- | -------- | -------------- | -------------- |
| 2010 | Championnats d'Afrique         | Nairobi          | 4e       | 1 500 m        |                |
| 2010 | Jeux du Commonwealth           | New Delhi        | 1er      | 1 500 m        |                |
| 2011 | Championnats du monde          | Daegu            | 2e       | 1 500 m        |                |
| 2012 | Championnats du monde en salle | Istanbul         | 6e       | 1 500 m        |                |
| 2012 | Jeux olympiques                | Londres          | 7e       | 1 500 m        |                |
| 2012 | Ligue de diamant               | Ligue de diamant | 1er      | détails        | détails        |
| 2013 | Championnats du monde          | Moscou           | 6e       | 1 500 m        |                |
| 2014 | Relais mondiaux de l'IAAF      | Nassau           | 1er      | 4 × 1 500 m    | 14 min 22 s 22 |
| 2014 | Ligue de diamant               | Ligue de diamant | 1er      | 1 500 m / Mile | détails        |
| 2015 | Championnats du monde          | Pékin            | 5e       | 1 500 m        | 3 min 34 s 81  |
| 2015 | Ligue de diamant               | Ligue de diamant | 2e       | 1 500 m        | détails        |

## Records
| Épreuve | Performance   | Lieu   | Date             |
| ------- | ------------- | ------ | ---------------- |
| 1 500 m | 3 min 27 s 64 | Monaco | 18 juillet 2014  |
| Mile    | 3 min 47 s 88 | Eugene | 31 mai 2014      |
| 3 000 m | 7 min 39 s 94 | Milan  | 9 septembre 2010 |